# Celso Ramos
Celso Ramos (Lages, 18 de dezembro de 1897 — Florianópolis, 1 de abril de 1996) foi um industrial e político brasileiro.

## Biografia
Era filho de Vidal Ramos e Thereza Fiuza Ramos (19 de maio de 1870 — 22 de fevereiro de 1924), e irmão de Nereu Ramos. Casou com Edith Müller Gama (17 de abril de 1904 — 13 de setembro de 1974) em 22 de abril de 1922.
Cursou o primário no Colégio São José e o secundário no Colégio Catarinense, ambos em Florianópolis, e começou engenharia de minas na Escola de Minas de Ouro Preto, mas o curso interrompido no terceiro ano por motivos de saúde. Voltou a residir em Lages por conselho médico, e dedicou-se à pecuária em sua fazenda Pinheiro Seco, na Coxilha Rica.
Foi presidente do conselho do Senai de Santa Catarina e fundador da instituição no estado.
Foi governador do estado de Santa Catarina de 31 de janeiro de 1961 a 31 de janeiro de 1966, e senador de 1967 a 1975.
Foi também presidente do Avaí Futebol Clube, de 1941 a 1946.
Pecuarista por herança social no município de Lages até 1938, mas em Florianópolis dedicou-se às atividades comerciais e industriais tomando uma liderança que o conduziu ao governo do Estado de Santa Catarina.Com um grupo de capitães de Indústria fundou a Federação da Indústrias de Santa Catarina e exerceu a sua presidência por três períodos consecutivos, dinamizando e influindo pessoalmente na organização das agências do SESI –Serviço Social da Indústria em 1952; do SENAI – Serviço Nacional de Aprendizagem Industrial em 1954. A organização dessas agências no setor de cada uma estimulou atenções diferentes das conhecidas no mundo industrial e comercial, tanto comerciários como industriários, comerciantes e industriais, depois da instalação daquelas agências adquiriram novas dimensões nos relacionamentos.Celso Ramos como político, foi um dos fundadores do Partido Social Democrático-PSD- e acompanhou Nereu Ramos, seu irmão, na escalada política.Em julho de 1959, participou na Conferência Interamericana do trabalho na Europa, como membro da delegação chefiada pelo Dr.João Goulart, então na crista do trabalhismo brasileiro.Mesmo antes de ocupar o cargo de governador estimulava o setor de ensino superior catarinense, e conduziu as negociações para a criação da Faculdade de Serviço Social através da Fundação Vidal Ramos.A 31 de janeiro de 1931, assumiu o governo catarinense recebendo o cargo do governador Heriberto Hulse, foi dos mais operosos entre os de 1930 pra cá, principalmente por ter criado uma infra-estrutura para desencadear o desenvolvimento, tendo atacado com agressividade os setores de energia elétrica e educação, sem deixar omissos nos setores de rodovias, agropecuária e saúde.Salientou-se como utilizador de meios para dialogar com as classes produtoras e conservadoras; Montou uma estrutura de indagação e debate, chamado “Seminário Sócio-econômico” e através de um órgão intitulado “Plano de metas do Governo – Plameg”executou a programação governamental que, na educação realizou reformas e com elas, criou um sistema estadual de ensino com mais de duas novas faculdades: a Escola Superior de Administraçãoe Gerência e a faculdade de Educação, ambas correlacionadas com a planificação desenvolvimentista do seu governo; Como também foi no setor creditício, o Banco do desenvolvimento do Estado – BDE. Incluiu também a criação de uma Faculdade de Agronomia e Veterinária na cidade de Lajes, que não ficou instalada. No setor da agropecuária reformou a Secretaria da Agricultura através da Lei estadual nº 3151, de 20 de dezembro de 1962, assim ampliou o mercado de trabalho para os profissionais de nível universitário que operam o complexo de assistência técnica ao produtor rural como também deu meios para incremento de novos índices de produtividade rural: Aprovou o contrato de cooperação entre a secretaria de Agricultura e a Associação Rural de Florianópolis para a execução dos serviços da estação Florestal do Rio Vermelho; Ativou a assistência especializada à pecuária leiteira; Transformou a antiga diretoria de terras e colonização no Instituto de Reforma Agrária de Santa Catarina; Criou o Departamento de Caça e pesca. No setor saúde, criou o departamento de Engenharia sanitária; construiu e equipou o Hospital dos Servidores Públicos, depois chamado em sua homenagem “Hospital Celso Ramos”. Reorganizou a Secretaria do Trabalho e atribui=lhe a execução da política habitacional. Criou a secretaria dos negócios do oeste, com sede em Chapecó, e no setor rodoviário imprimiu ritmo de propriedade à construção das rodovias: SC-21 e SC-23 e outras, uma em Porto União –São Francisco do Sul, outra em Itajaí-Curitibanos, respectivamente. Foi no seu governo que o Balneário de Camboriú recebeu iluminação pública e também o parque industrial da zona Bacia do Itajaí, teve a quantidade de “KVA” que necessitava; A Capital do estado teve reformada e modernizada a iluminação pública .Ao deixar o governo de Santa Catarina, foi novamente presidente de Federação das indústrias do estado de Santa Catarina e a 15 de novembro de 1967, foi eleito Senador da República com mandato até 1972.Foi casado com Edite Gama Ramos, e teve 6 filhos. Em Florianópolis tem monumento em praça pública, e em vários municípios do estado, também outras homenagens

## Homenagens
Dois municípios em Santa Catarina foram denominados em sua memória - Governador Celso Ramos e Celso Ramos - e também o Hospital Governador Celso Ramos em Florianópolis. Além de escolas em várias cidades do estado. Sendo a Escola de Ensino Médio Gov. Celso Ramos, em Joinville, a maior delas.